# بل‌سنتر (اوهایو)
بل‌سنتر (به انگلیسی: Belle Center) یک روستا در ایالات متحده آمریکا است که در شهرستان لوگان، اوهایو واقع شده‌است. بل‌سنتر ۱٫۸۴ کیلومتر مربع مساحت و ۸۱۳ نفر جمعیت دارد و ۳۱۸ متر بالاتر از سطح دریا واقع شده‌است.